# Tour de Constantino
El Tour de Constantino es una carrera ciclista por etapas argelina. Creada en 2014, se disputa después del Tour de Sétif. Esta carrera forma parte desde su creación del UCI Africa Tour, en categoría 2.2.

## Palmarés
| Año  | Ganador                 | Segundo             | Tercero               |
| ---- | ----------------------- | ------------------- | --------------------- |
| 2014 | Sergey Belykh           | Thomas Lebas        | Miyataka Shimizu      |
| 2015 | Amanuel Ghebreigzabhier | Abdelmalek Madani   | Abderrahmane Mansouri |
| 2016 | Tomas Vaitkus           | Jesús Alberto Rubio | Essaïd Abelouache     |

## Palmarés por países
| País     | Victorias |
| -------- | --------- |
| Rusia    | 1         |
| Eritrea  | 1         |
| Lituania | 1         |